# امین گویری
امین گویری (فرانسوی: Amine Gouiri‎؛ زادهٔ ۱۶ فوریهٔ ۲۰۰۰) بازیکن فوتبال اهل فرانسه با اصالتی از الجزایر است.
از باشگاه‌هایی که در آن بازی کرده‌است می‌توان به لیون، نیس، رن و المپیک مارسی اشاره کرد.
وی همچنین در تیم‌های ملی فوتبال زیر ۱۷ سال فرانسه، زیر ۱۹ سال فرانسه، زیر ۲۰ سال فرانسه و زیر ۲۱ سال فرانسه بازی کرد. هرچند پس از ناکامی در کسب رضایت دشان برای دعوت به تیم ملی بزرگسالان، الجزایر را برگزید.